# Al-Hilal al-Gharbijja
Al-Hilal al-Gharbijja (arab. الهلال الغربية, Al-Hilāl al-Gharbiyyah) – osada położona we wschodniej części Kataru, w prowincji Ad-Dauha.